# Vuorisaari
Vuorisaari este o arie protejată (arie specială de conservare — SAC, sit de importanță comunitară — SCI) din Finlanda întinsă pe o suprafață de 27 ha, integral pe uscat.

## Localizare
Centrul sitului Vuorisaari este situat la coordonatele 60°24′43″N 27°04′34″E / 60.4119°N 27.0761°E.

## Înființare
Situl Vuorisaari a fost declarat sit de importanță comunitară în august 1998 pentru a proteja un număr necunoscut de specii din flora spontană și fauna sălbatică aflate în arealul zonei. Situl a fost protejat și ca arie specială de conservare în aprilie 2015.

## Biodiversitate
Situată în ecoregiunea boreală, aria protejată conține 2 habitate naturale: Pante stâncoase silicioase cu vegetație casmofită, Păduri fino-scandinave bogate în ierburi cu Picea abies.
La baza desemnării sitului se află un număr nedeclarat de specii protejate.
Pe lângă speciile protejate, pe teritoriul sitului au mai fost identificate 1 specie de plante.